# Maria Verano
Maria Verano, geboren als Maria Konijn ('t Zand (Schagen), 4 december 1958 –overleden 12 november 2015) was een Nederlandse zangeres.
Zij heeft in 1981 bijna een top10-hit gehad met Get Up, dat de elfde plaats behaalt in de Nederlandse Top 40. Deze productie van Jacques Zwart kreeg eind januari 1981 het predicaat Alarmschijf. 
Enkele weken nadien bracht zij de tweede single Having Fun uit, maar deze bleef steken in de tipparade. Daarna volgden tot 1988 nog een aantal singles, zoals I'll Tell You (1981), het door Peter van Asten en Richard de Bois geschreven Whoop Dedo (1982), Cool It (1983) en eind 1986 de kerstsingle Sleighride, samen met de Havenzangers. Ondanks airplay kwamen ze niet in de hitparade. Net als een Nederlandstalige single getiteld Waar ben je bang voor?; deze werd inzet voor een prijsvraag in de Dik Voormekaar Show van 28 april 1984.
Na haar platencarrière gaf Maria Verano haar stem aan reclamespotjes. In 2002 bracht ze een nieuwe cd uit, Mi Fiësta Latina, met een Spaanstalig en Zuid-Amerikaans repertoire. Op 12 november 2015 overleed ze aan de gevolgen van kanker.

## Discografie
| Single met eventuele hitnotering(en) in de Nederlandse Top 40 | Datum van verschijnen | Datum van binnenkomst | Hoogste positie | Aantal weken | Opmerkingen                                 |
| ------------------------------------------------------------- | --------------------- | --------------------- | --------------- | ------------ | ------------------------------------------- |
| Reuben no. 9                                                  | 1978                  | n.v.t.                | n.v.t.          | n.v.t.       | Uitgebracht als Valerie St. John            |
| Wrong side of goodbye                                         | 1978                  | n.v.t.                | n.v.t.          | n.v.t.       | Uitgebracht als Valerie St. John            |
| Get up                                                        | 1981                  | 7-2-1981              | 11              | 6            |                                             |
| Having fun                                                    | 1981                  | n.v.t.                | n.v.t.          | n.v.t.       | Hoogste positie in de Tipparade was plek 18 |
| Waar ben je bang voor                                         | 1984                  | n.v.t.                | n.v.t.          | n.v.t.       |                                             |